# Judge Judy
 (avril 2024).
Si vous disposez d'ouvrages ou d'articles de référence ou si vous connaissez des sites web de qualité traitant du thème abordé ici, merci de compléter l'article en donnant les références utiles à sa vérifiabilité et en les liant à la section « Notes et références ».

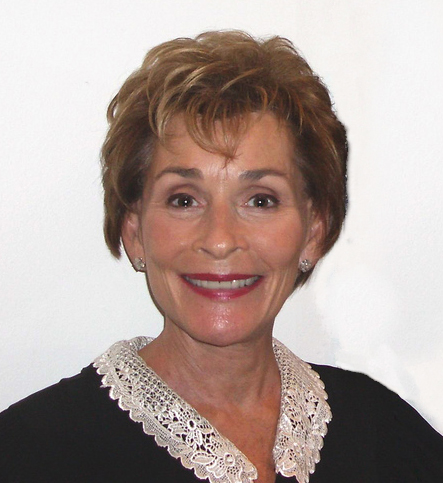
Photo de la magistrate Judy Sheindlin

Judge Judy est une émission de télé-réalité américaine présidée par la magistrate Judy Sheindlin. Dans cette émission sont présentées de réelles affaires civiles entre particuliers dans un tribunal simulé. L'émission est diffusée en avant-première sur CBS. Diffusée pour la première fois en 1996, la série a remporté trois Emmy awards et est l'une des émissions de télé-réalité les plus populaires aux États-Unis. 